# Баннвиль
Баннвиль (нем. Bannwil) — коммуна в Швейцарии, в кантоне Берн. 
Входит в состав округа Аарванген. Население составляет 682 человека (на 31 декабря 2007 года). Официальный код — 0323.

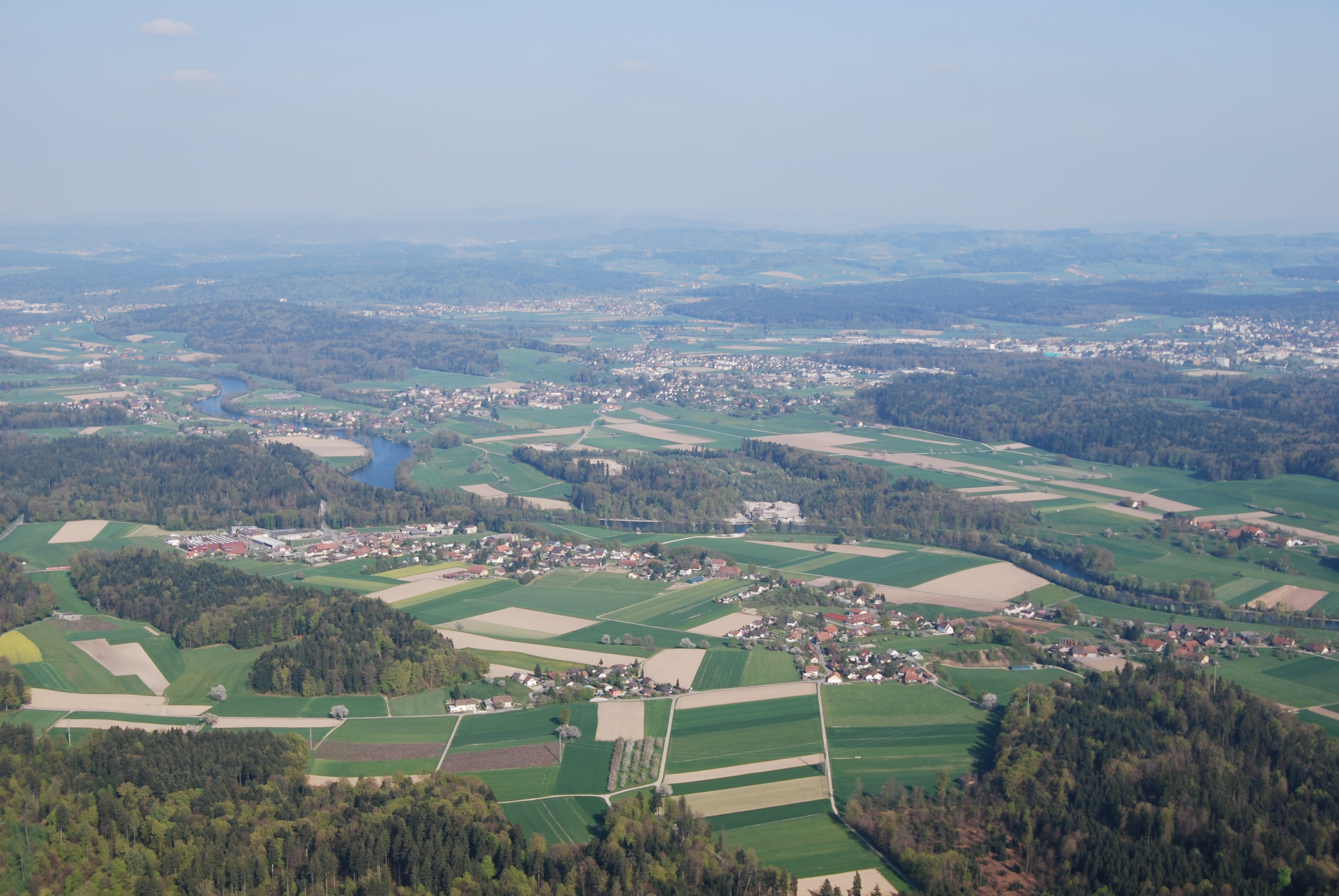
Баннвиль